# Канованас (Пуерто-Рико)
Канованас (ісп. Canóvanas, МФА: [kaˈnoβanas]) — муніципалітет Пуерто-Рико, острівної території у складі США. Заснований 1909 року.

## Географія
Канованас розташований у північно-східній частині острову Пуерто-Рико.
Площа суходолу муніципалітету складає 76 км² (56-е місце за цим показником серед 78 муніципалітетів Пуерто-Рико).

## Демографія
Станом на 2010 рік на території муніципалітету мешкало 47 648 ос.
Динаміка чисельності населення:

## Населені пункти
Найбільші населені пункти муніципалітету Канованас:
| Населений пункт | Статус | Населення :   | Населення :   | Населення :   |
| Населений пункт | Статус | на 01.04.1990 | на 01.04.2000 | на 01.04.2010 |
| --------------- | ------ | ------------- | ------------- | ------------- |
| Бенїтес         | Селище | 1 240         | 1 334         | 1 409         |
| Кампо-Рико      | Селище | 2 952         | 3 218         | 3 006         |
| Канованас       | Місто  | 7 697         | 8 069         | 7 297         |
| Ломас           | Селище | 1 077         | 953           | 956           |
| Сан-Ісідро      | Селище | 7 378         | 8 071         | 6 828         |
| Санта-Барбара   | Селище | 5 252         | 5 168         | 4 622         |